# Jonas Lie (peintre)
Pour les articles homonymes, voir Lie.
Ne doit pas être confondu avec Jonas Lie.
Jonas Lie, né le 29 avril 1880 à Moss dans le comté d'Østfold en Norvège et décédé le 18 janvier 1940 à New York dans l'état de New York aux États-Unis, est un peintre américain d'origine norvégienne. Il est connu pour ses peintures colorées des paysages des côtes de la région de la Nouvelle-Angleterre et ces scènes de la ville de New York, ainsi que pour sa série de peintures sur la construction du canal de Panama.

## Biographie
Jonas Lie naît à Moss dans le comté d'Østfold en Norvège en 1880. Son père, Sverre Lie, est un ingénieur civil norvégien et sa mère, Helen Augusta Steele, une américaine originaire d'Hartford dans le Connecticut. La sœur de son père, Thomasine Lie, est l'épouse de l'écrivain Jonas Lie, qui lui donne son prénom. Il a également pour tante la pianiste Erika Nissen (en). Il suit des cours de dessin auprès du peintre Christian Skredsvig, avant de perdre son père à l'âge de douze ans et d'être envoyé chez son oncle et sa tante à Paris, ou le couple réside alors. Il rejoint l'année suivante sa mère à New York, avant de s'installer à Plainfield, dans le New Jersey. Durant ses études, il étudie l'art à la Cooper Union, à l'académie américaine des beaux-arts et à l'Art Students League of New York.
Il débute en 1901 une carrière de peintre tout en travaillant dans la confection et la création de chemises. Il expose à l'académie américaine des beaux-arts et à la Pennsylvania Academy of the Fine Arts. En 1904, il obtient une médaille d'argent lors de l'exposition universelle de Saint-Louis. Il s'embarque pour la Norvège en 1906 et en profite pour séjourner à Paris, ou il est influencé par l’utilisation de la couleur et de la lumière par Claude Monet, avant de découvrir le travail de la Ash Can School à son retour aux États-Unis.
Il devient connu pour ces peintures de paysages et de marines colorées, peignant notamment à de nombreuses reprises les bords de la côte de la Nouvelle-Angleterre, ainsi que pour ces scènes de la vie quotidienne de la ville de New York, représentant notamment le travail des ouvriers. En 1909, il expose lors de l'Alaska–Yukon–Pacific Exposition (en). En 1913, il participe à l'exposition Armory Show et observe la construction du canal de Panama. Il peint alors trente toiles montrant la construction du canal, qui sont exposés chez le marchand d'art Knoedler en janvier 1914. Le Metropolitan Museum of Art de New York et le Detroit Institute of Arts achète chacun une toile de cette série. Par la suite, une série de douze toiles sont données à l'académie militaire de West Point en mémoire. 
En 1922, il achète une propriété dans les monts Adirondacks afin de se rapprocher de sa femme qui suit un traitement antituberculeux à Saranac Lake. Il rencontre le jeune peintre Paul Sample (en) durant cette période, à qui il donne quelques cours. Après la mort de sa femme, il revient à New York ou il s'installe définitivement. En 1929, il réalise une fresque murale dans le sanctuaire de la First Unitarian Society de Plainfield, dans le New Jersey, en l'honneur de son épouse. En 1932, il reçoit le titre de chevalier de l'ordre de Saint-Olaf par le roi de Norvège. Il fut membre de l'académie américaine des beaux-arts. De 1934 à 1939, il est le président de l'académie américaine des beaux-arts.
Il meurt à New York dans l'état de New York en 1940.
Ces œuvres sont notamment visibles ou conservées à l'Utah Museum of Fine Arts de Salt Lake City, au Cornell Fine Arts Museum (en) de Winter Park, au Phoenix Art Museum, au musée d'Art de San Diego, au musée des Beaux-Arts de Boston, au Brooklyn Museum, au Metropolitan Museum of Art de New York, au High Museum of Art d'Atlanta, au Musée d'Art et jardins de Cummer de Jacksonville, au Detroit Institute of Arts, au musée d'Art du comté de Los Angeles, à l'Everson Museum of Art de Syracuse, au Hudson River Museum (en) de Yonkers et à la Memorial Art Gallery de Rochester.

## Œuvres

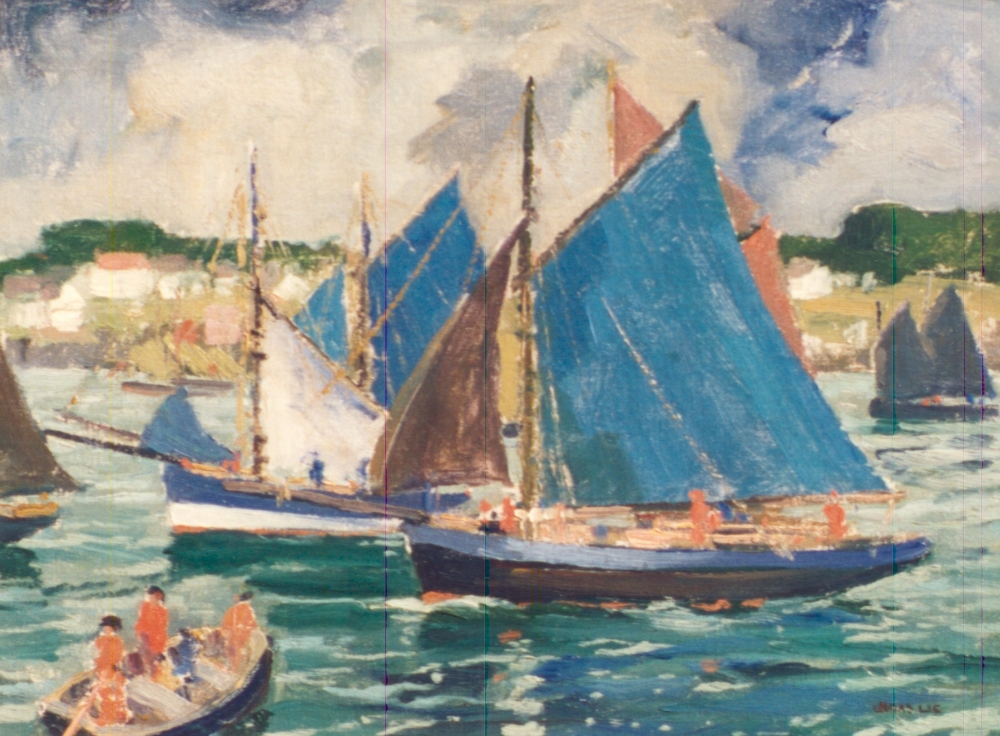
Blue Sails, vers 1920
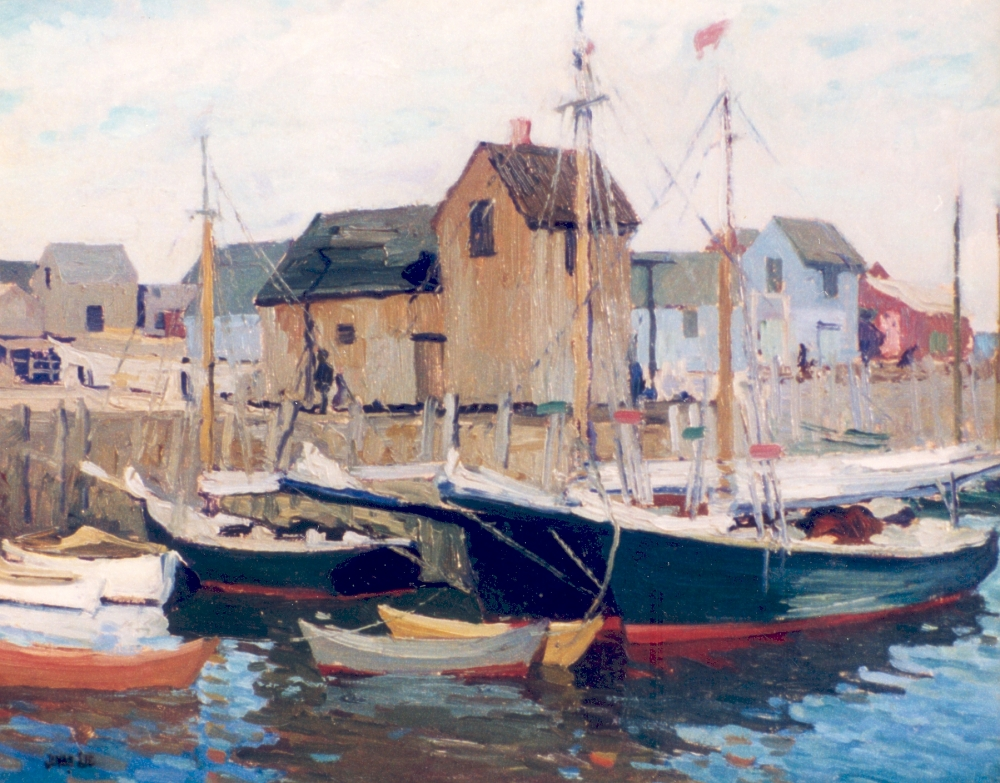
Boats at Dock, 1919
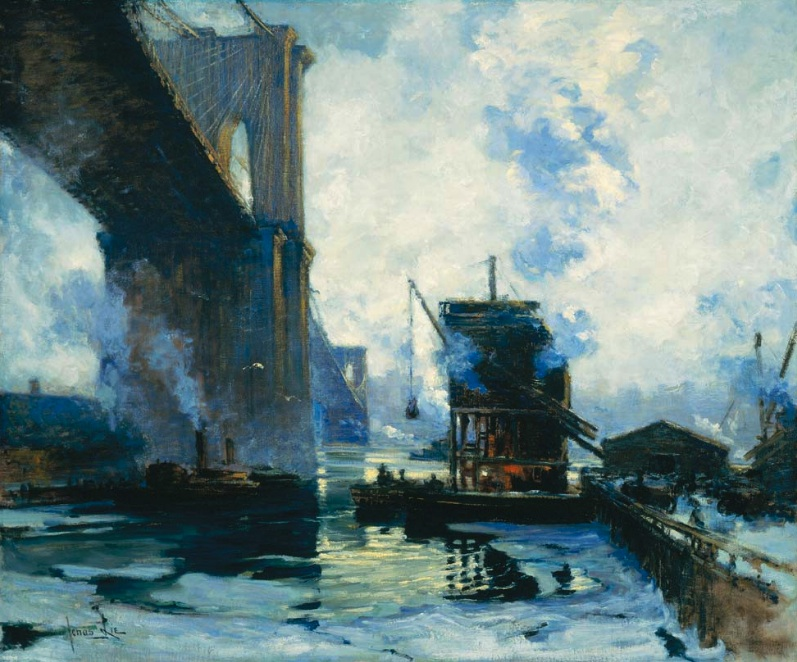
Morning on the River, vers 1911-1912, Memorial Art Gallery
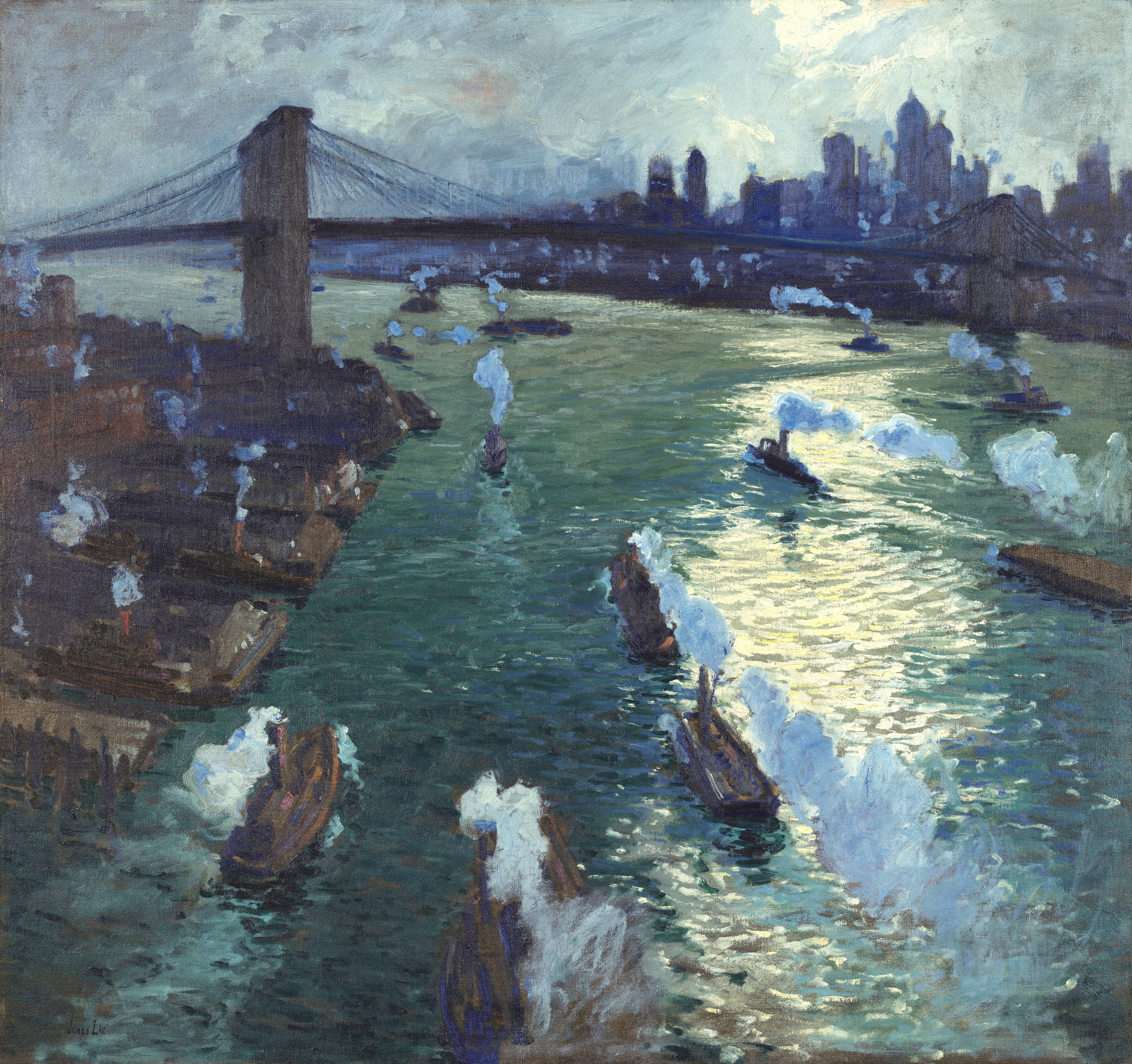
Path of gold, 1914, High Museum of Art
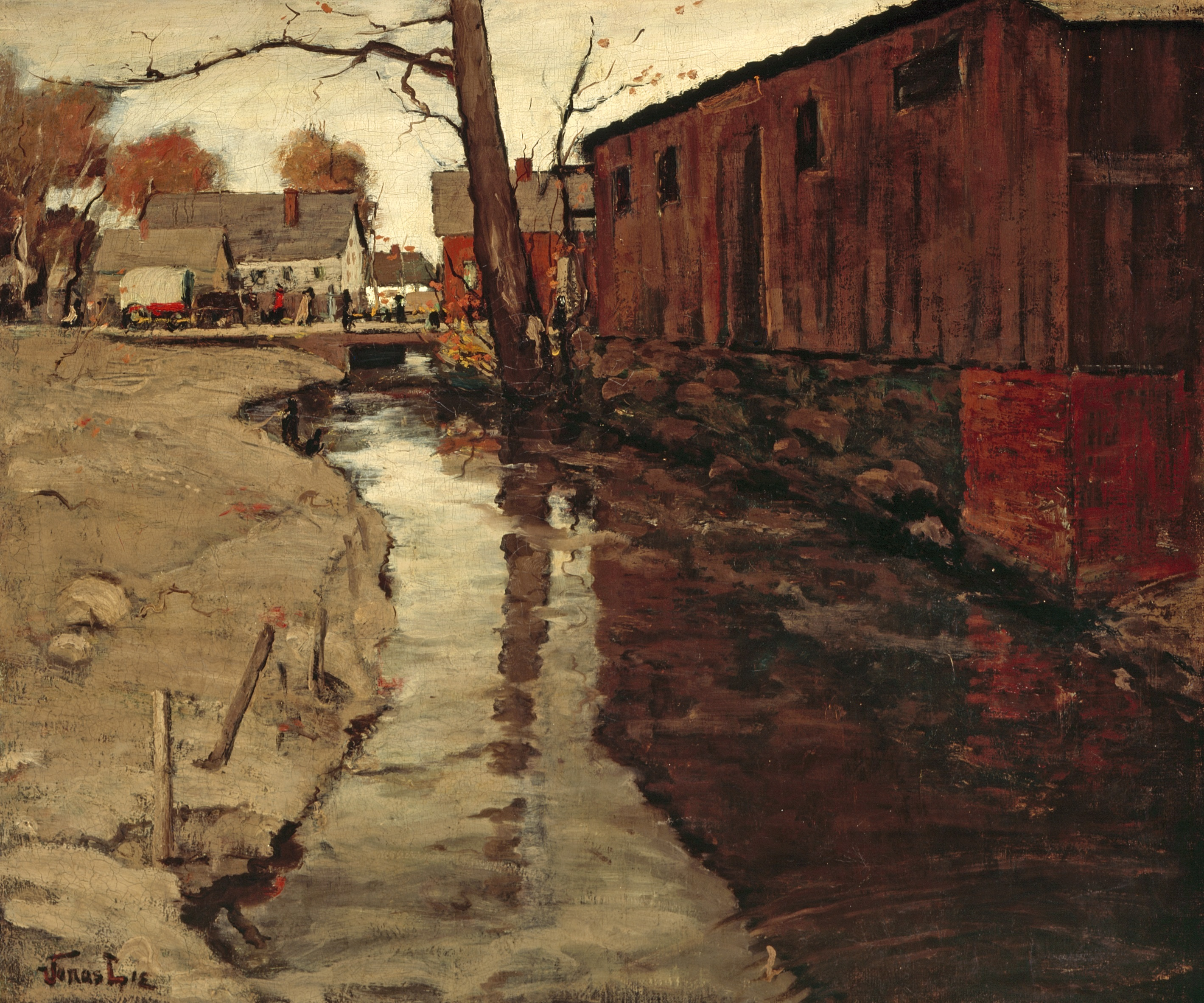
Mill-Race, 1903, musée d'Art du comté de Los Angeles
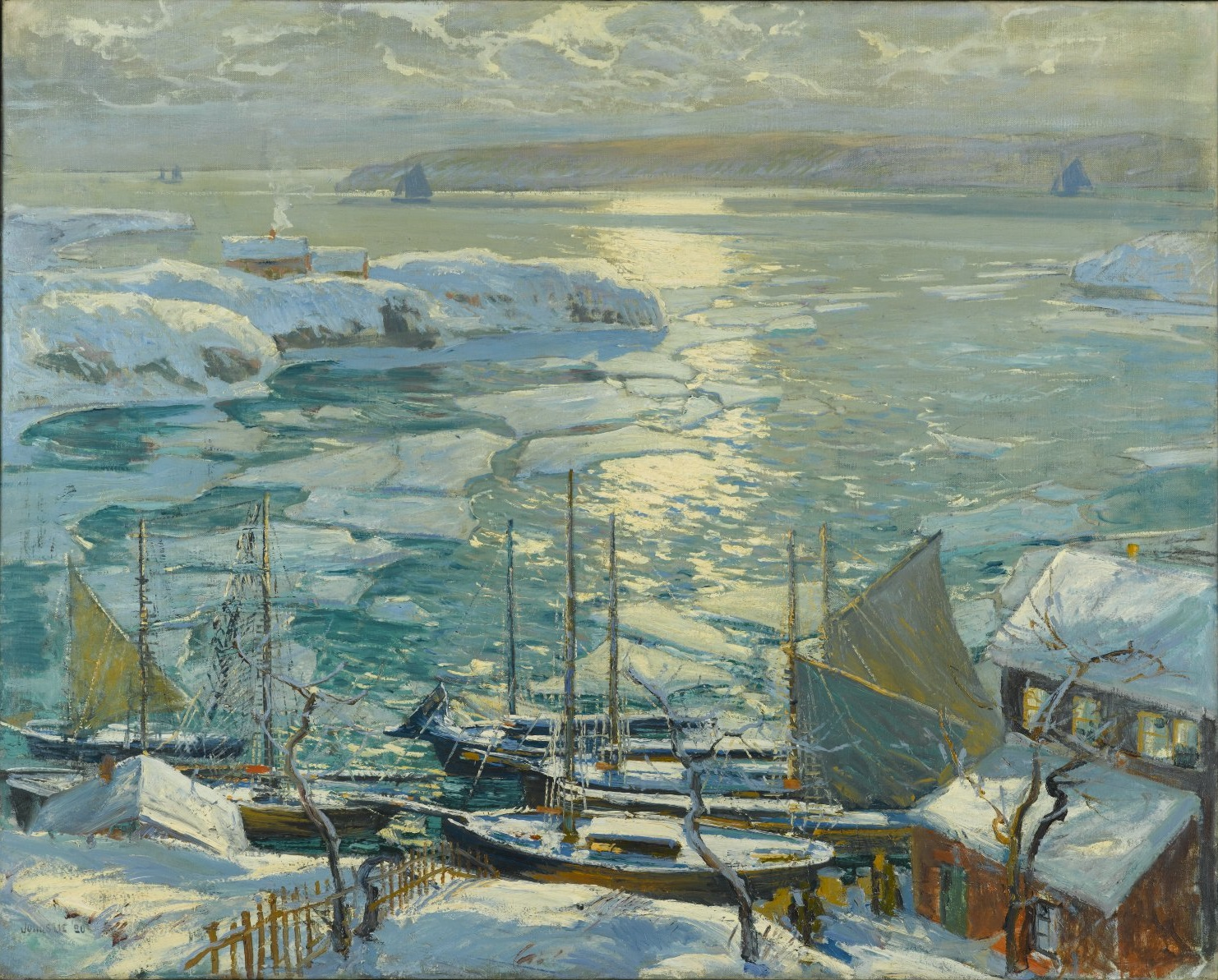
The Old Ships Draw to Home Again, vers 1920, Brooklyn Museum
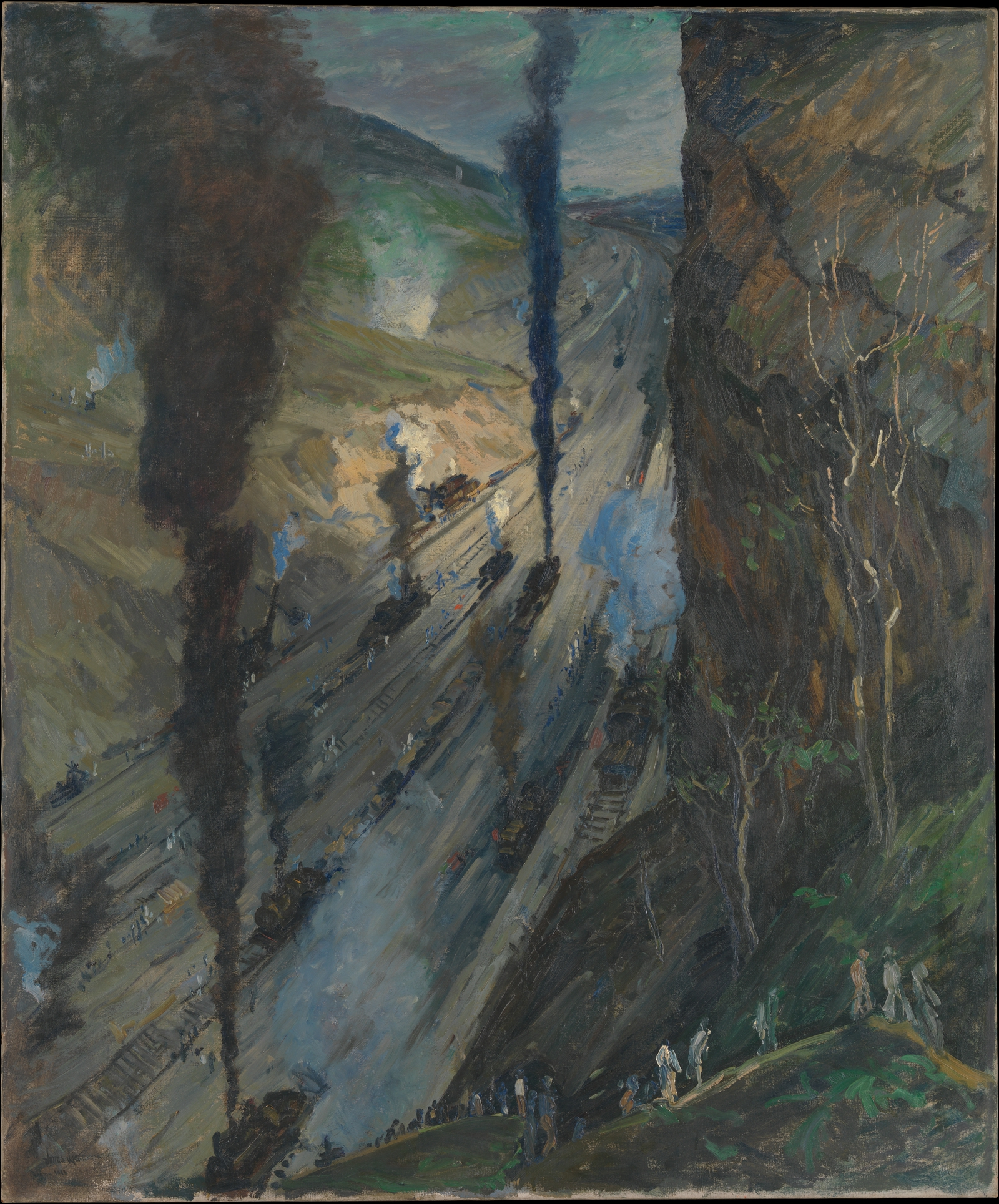
The Conquerors (Culebra Cut, Panama Canal), 1913, Metropolitan Museum of Art
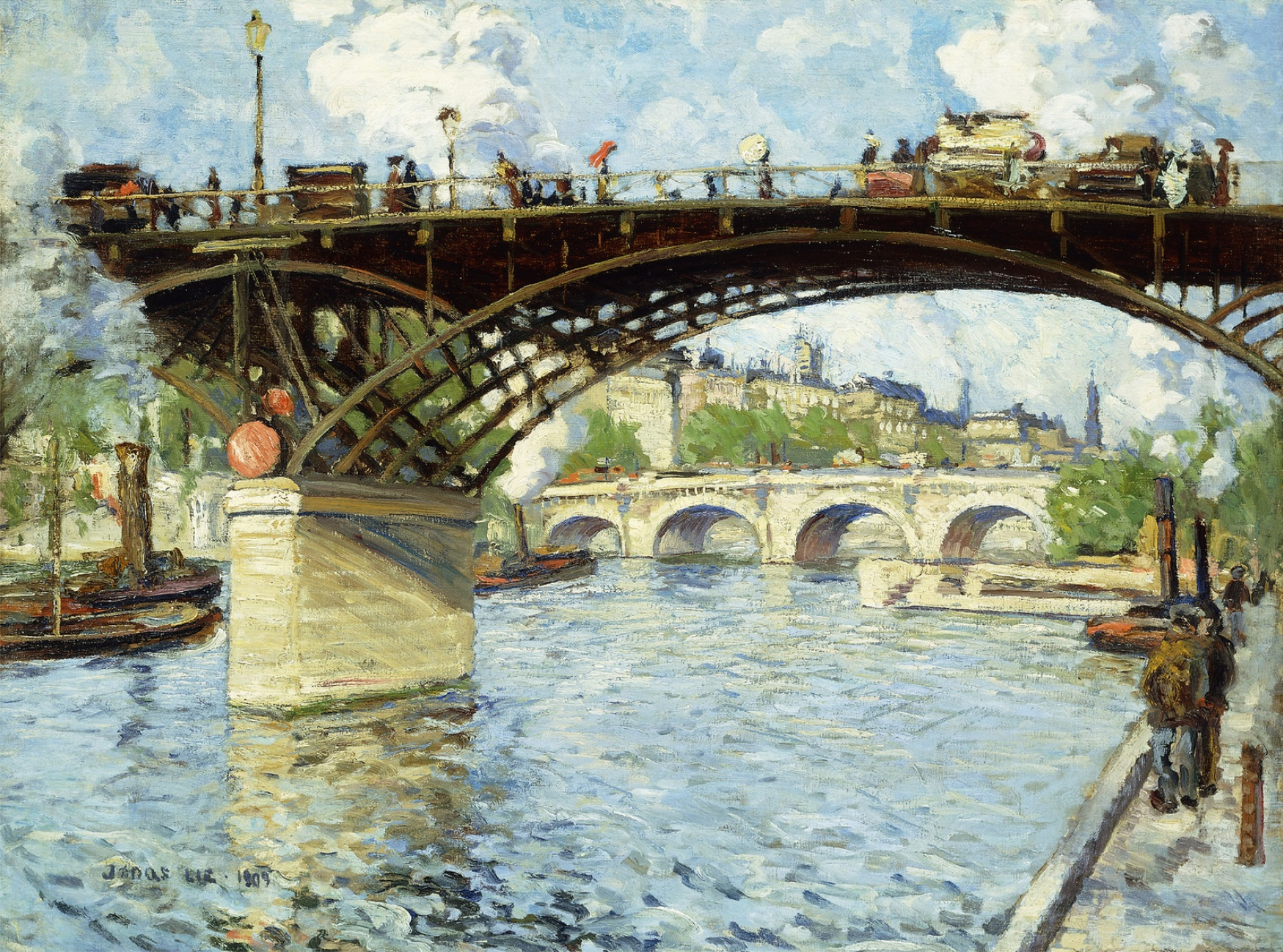
View of the Seine, 1909, Musée d'Art et jardins de Cummer
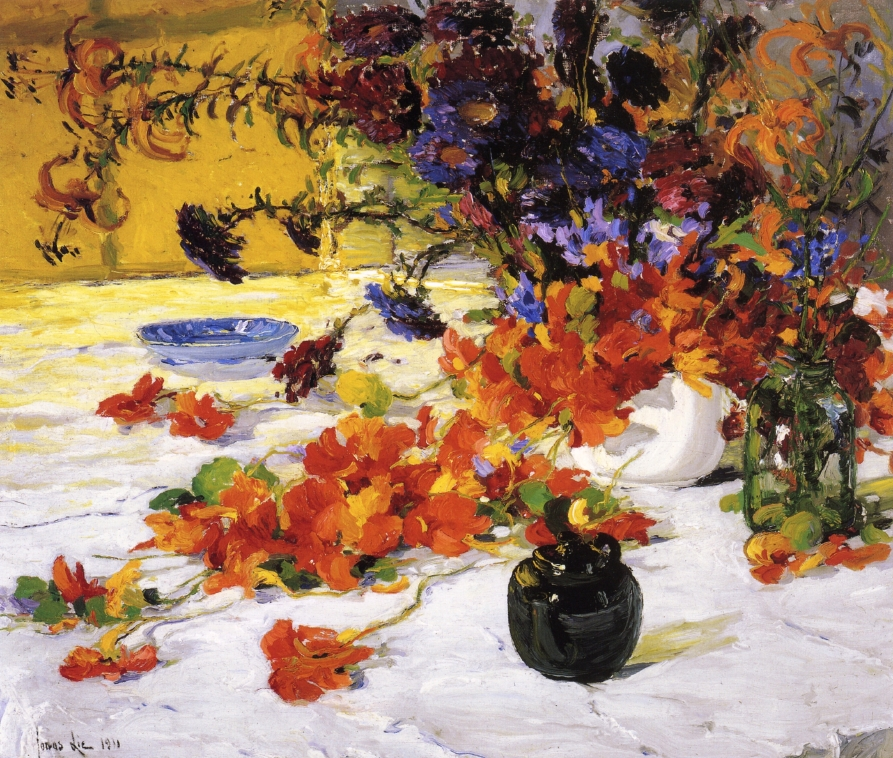
The black Teapot, 1911, Everson Museum of Art
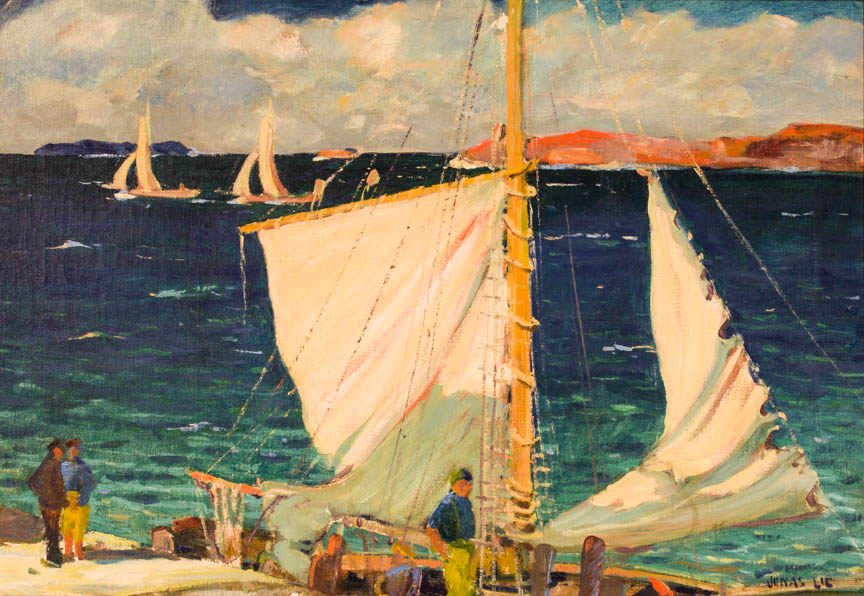
On the Coast, entre 1920 et 1929
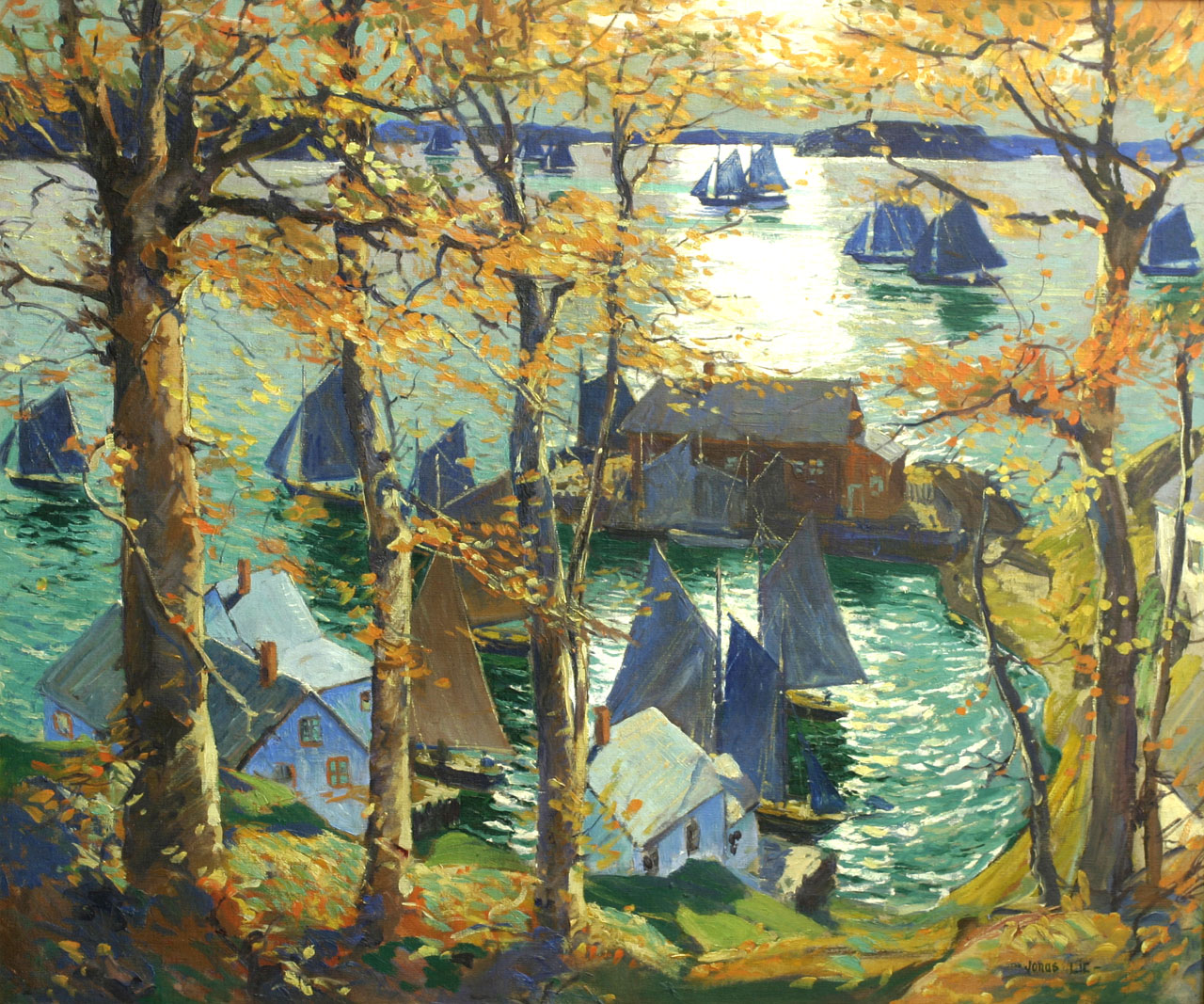
Romantic Sunset, Maine, entre 1920 et 1929
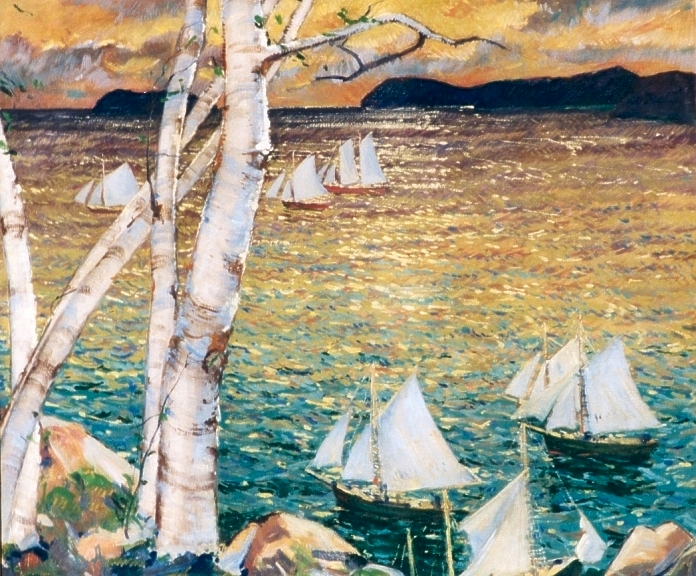
Sapphires and Amethysts, vers 1925
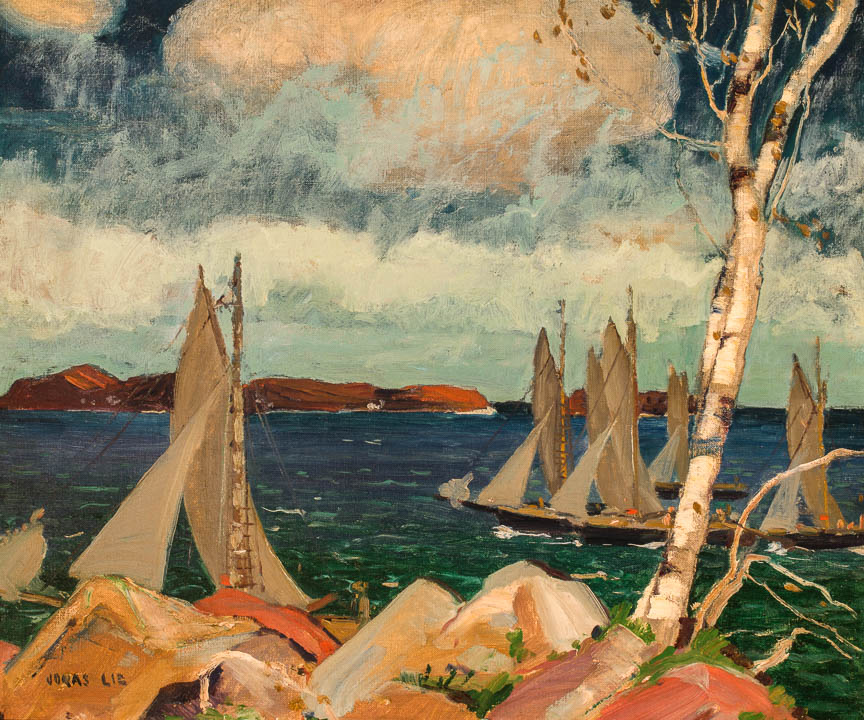
Yachting on the Maine Coast, entre 1920 et 1929

## Sources
- William H. Gerdts et Carol Lowrey, Jonas Lie (1880-1940), Spanierman Gallery, 2005.
- David B. Dearinger, Painting and Sculpture in the Collection of National Academy of Design, , Hudson Hills Press Inc, New York, 2004.